# Oenopota dictyophora
Oenopota dictyophora är en snäckart som beskrevs av Bouchet och Waren 1980. Oenopota dictyophora ingår i släktet Oenopota och familjen kägelsnäckor. Inga underarter finns listade i Catalogue of Life.